# كوماريلا بهاتا
كوماريلا بهاتا كان فيلسوفًا هندوسيًا وباحث في مدرسة ميمامسا للفلسفة خلال أوائل العصور الوسطى في الهند. اشتهر بالعديد من أطروحاته المختلفة عن فلسفة ميمامسا مثل «ميمامسا سلوكا فارتيكا». كان بهاتا مؤيدًا قويًا للصلاحية العليا للأحكام الفيدية، ومناصرًا كبيرًا لبورفا ميمامسا وطقوسيًا ثابتًا.

## روابط خارجية
- كوماريلا بهاتا على موقع الموسوعة البريطانية (الإنجليزية)